# Stephen Walters
Pour les articles homonymes, voir Walters.
Stephen Walters est un acteur britannique né le 22 mai 1973 à Liverpool en Angleterre.

## Filmographie

### Cinéma
- 1999 : Guns 1748 : Dennis
- 1999 : Mort clinique : le deuxième agent de sécurité
- 2000 : Liam : Black shirt
- 2001 : Kiss Kiss Bang Bang : Kick Box Stevie
- 2001 : Mike Bassett: England Manager : un supporter
- 2001 : Le 51e État : Blowfish
- 2001 : Carton rouge : Nitro
- 2004 : Layer Cake : Shanks
- 2005 : Batman Begins : le lunatique d'Arkham
- 2005 : Revolver : Joe
- 2007 : Hannibal Lecter : Les Origines du mal : Zigmas Milko
- 2008 : Dark World : Wormsnakes et Wasnik
- 2010 : Splintered : Gavin et Vincent
- 2011 : Age of Heroes : Brightling
- 2011 : Powder : Johnny Winegums
- 2012 : Kelly + Victor : Gaz

### Télévision
- 1989 : Dramarama : Tomkins (1 épisode)
- 1993 : Brookside : Geoff Rogers (7 épisodes)
- 1995 : Jake's Progress : Joey (1 épisode)
- 1996 : Hillsborough : Ian Glover
- 1996-1997 : Springhill : Jamie Johnson (18 épisodes)
- 1997 : La Part du diable : Jack McCaffrey (2 épisodes)
- 2003 : Buried : Dr Nick Vaughan (8 épisodes)
- 2003-2020 : Affaires non classées : Robbie Shaw et Neville Anderson (4 épisodes)
- 2004 : Murder City : Dylan Forbes (1 épisode)
- 2006 : The Virgin Queen : Gilbert Gifford (1 épisode)
- 2007 : Skins : Mad Twatter (3 épisodes)
- 2007 : The Visite : Splodge (6 épisodes)
- 2008 : La Fureur dans le sang : James Williams (2 épisodes)
- 2012 : Hit and Miss : Philip (1 épisode)
- 2012 : Accused : Alan Baines (1 épisode)
- 2012 : Good Cop : Callum Rose (4 épisodes)
- 2013 : Great Night Out : Daz (6 épisodes)
- 2013 : The Village : Crispin Ingham (4 épisodes)
- 2013 : Dracula : Hackett (3 épisodes)
- 2014-2016 : Outlander : Angus Mhor (15 épisodes)
- 2016 : Dickensian : Manning (2 épisodes)
- 2016 : Quantico : le président de l'université (1 épisode)
- 2016 : The Musketeers : Borel (1 épisode)
- 2017 : Into the Badlands : l'ingénieur (2 épisodes)
- 2017 : Little Boy Blue : Mark Guinness (4 épisodes)
- 2017 : Tin Star : Johnny (3 épisodes)
- 2018 : Shetland : Thomas Malone (6 épisodes)
- 2019 : Anne : Steve Williams
- 2023 : Les Enquêtes de Vera : Nial Heslop (saison 12 épisode 4)
- 2024 : A Gentleman in Moscow : Capitaine Abashev